# Serie C
Serie C (phát âm tiếng Ý: [ˈsɛːrje ˈci]) là hạng đấu cao thứ ba trong hệ thống giải bóng đá Ý sau Serie A và Serie B. Lega Italiana Calcio Professionistico (Lega Pro) là cơ quan chủ quản điều hành Serie C. Sự hợp nhất của Lega Pro Prima Divisione và Lega Pro Seconda Divisione thành Lega Pro Divisione Unica (thường được viết tắt là Lega Pro) vào năm 2014 giới thiệu lại cách thức thi đấu giống như giải Serie C ban đầu tồn tại từ năm 1935 đến 1978 (trước khi tách thành Serie C1 và Serie C2). Vào ngày 25 tháng 5 năm 2017, hội đồng Lega Pro đã nhất trí phê duyệt việc trở lại tên ban đầu của giải đấu là Serie C.

## Lịch sử
Giải đấu cao thứ ba trên các giải đấu khu vực được thành lập lần đầu tiên ở Ý vào năm 1926, khi chính quyền phát xít quyết định cải tổ các giải vô địch lớn trên cơ sở quốc gia, tăng số lượng đội tham gia bằng cách thúc đẩy nhiều đội trong khu vực từ Giải hạng ba (Terza Divisione) đến Giải hạng nhì (Seconda Divisione).
Một liên minh mới quản lí hạng hai này, Direttorio Divisioni Inferiori Nord (Northern Directory of Lower Divisions) được thành lập ở Genoa, trong khi hoạt động bóng đá ở phía nam của đất nước được điều hành bởi các Direttorio Divisioni Inferiori Sud mà sau này trở thành Direttorio Meridionale (Southern Directory). Những giải đấu này không kéo dài lâu; sau một cuộc cải cách khác, chúng bị giải tán giữa năm 1930 và 1931. Một số câu lạc bộ lớn hơn sở hữu các sân lớn với kích thước 100x60 mét đã được thăng hạng lên Giải hạng nhất (Prima Divisione); một giải đấu được định nghĩa và cấu trúc là "Giải vô địch quốc gia". Giải hạng hai không có suất xuống hạng nào trong các giải đấu khu vực vì hầu hết được tái thi đấu vào đầu mỗi mùa giải mới. Khi đạt đến ngưỡng quan trọng, liên đoàn Ý đã quyết định đóng cửa hai giải đấu và chuyển tất cả các đội đến "Direttori Regionali" (Ủy ban khu vực).
Giải đấu này được tổ chức bởi cùng một giải đấu quản lý Serie A và Serie B ("Direttorio Divisioni Superiori"), ngay cả khi, trái ngược với hai bộ phận cao hơn, nó được sắp xếp theo địa phương với tiêu chí địa lý. Số lượng câu lạc bộ thuộc Prima Divisione tiếp tục tăng lên hàng năm, cho đến khi FIGC quyết định đổi tên thành "Serie C" (vào đầu mùa giải 1935-36) trong có sự loại bỏ lớn sau đó vào năm 1948 đã dẫn đến việc tạo ra một giải đấu quốc gia duy nhất trong 1952-53.
Cải cách tạo ra giải đấu thực tế đã được Bruno Zauli quyết định vào năm 1959 khi ông xây dựng dựa trên công trình chưa hoàn thành do cựu tổng thống Ottorino Barassi khởi xướng để làm cho bóng đá chuyên nghiệp được công nhận và tổ chức đầy đủ. Trong khi Lega Calcio có một nhiệm vụ được tuyên bố là tổ chức các giải đấu chuyên nghiệp và cấp độ quốc gia, Lega Nazionale Semiprofessionisti mới có trụ sở tại Florence phải điều chỉnh hai giải bán chuyên nghiệp và địa phương: Serie C và Serie D, với nhóm đầu tiên áp dụng định dạng ba bảng mỗi bảng 20 đội. Năm 1978, giải bán chuyên nghiệp bị bãi bỏ; Serie D trở thành một giải đấu nghiệp dư trong khi Serie C được chia thành hai bộ phận chuyên nghiệp (Serie C1 và Serie C2), và giải đấu đổi tên thành Lega Professionisti Serie C. Vào ngày 20 tháng 6 năm 2008, giải đấu đã được cơ cấu lại và lấy tên hiện tại là Lega Italiana Calcio Professionistico.
Sau cải cách giải đấu năm 2014, hai bộ phận trước đó của Lega Pro Prima Divisione và Lega Pro Seconda Divisione cuối cùng đã được sáp nhập thành một giải đấu mới; Lega Pro Divisione Unica hoặc tên gọi chính thức hơn là Lega Pro. Đây là cấu trúc giải đấu hiện đang hoạt động; bao gồm 60 đội được chia theo địa lý thành ba bảng, mội bảng 20 đội. Vào cuối mỗi mùa giải, bốn đội được thăng hạng Serie B (ba đội đứng đầu mỗi nhóm, cộng với một đội đến từ vòng play-off thăng hạng liên quan đến ba đội á quân). Trong khi đó, chín đội bị xuống hạng ở Serie D: đội xếp cuối cùng từ mỗi nhóm xuống trực tiếp, trong khi các đội từ 16 đến 19 từ mỗi bảng chơi một trận playoff xuống hạng (được gọi chính thức là play-out), với hai trận thua các đội từ mỗi bảng cũng xuống hạng.
Vào tháng 5 năm 2017, hội nghị Lega Pro đã nhất trí phê duyệt việc trở lại tên ban đầu Serie C. Mùa giải Serie C 2017-18 bao gồm 19 đội trong mỗi ba bảng sau khi điều chỉnh được thực hiện cho các câu lạc bộ bị loại trừ.

## Cầu thủ địa phương
Để khuyến khích sự phát triển của các cầu thủ quê nhà, tất cả các câu lạc bộ Lega Pro đã được giới hạn sử dụng không quá 16 cầu thủ trong đội hình của họ trên 23 tuổi (mùa 2016-17, cầu thủ sinh trước ngày 1 tháng 1 năm 1994), cộng với hai suất đại diện cho các cầu thủ phục vụ lâu dài của các câu lạc bộ. Các câu lạc bộ có thể sử dụng không giới hạn số lượng cầu thủ dưới 23 tuổi.

## Câu lạc bộ Serie C
Đây là danh sách đầy đủ các câu lạc bộ đã tham gia vào 38 mùa giải Serie C được chơi từ mùa giải 1935, cho đến mùa giải 1977-78 (tham gia vào các phiên bản của mùa giải 1945, 4646, 194747 và 1947. Mùa giải do Thế chiến II, bị loại khỏi danh sách khi chúng được chia thành hai giải đấu hoàn toàn độc lập), ba mùa giải Lega Pro từ mùa giải 2014-15 cho đến mùa giải 2016-17 và từ mùa giải 2017-18. Các đội bóng mạnh cạnh tranh ở Serie C trong mùa giải hiện tại.
- 35 times: Lecce
- 33 times: Piacenza
- 31 times: Cosenza
- 30 times: Prato
- 29 times: Cremonese, Empoli, Salernitana, Siracusa, Treviso
- 28 times: Biellese, Rimini
- 27 times: Ravenna
- 26 times: Ancona, Arezzo, Legnano
- 25 times: Savona, Siena
- 24 times: Mestre, Sambenedettese
- 23 times: Mantova, Pistoiese
- 22 times: Casertana, Chieti, Crotone, Lecco, Maceratese, Trapani
- 21 times: Parma, Reggina
- 20 times: Forlì, Grosseto, Lucchese, Pescara, Pro Patria, Sanremese, Taranto
- 19 times: Ascoli, Carrarese, Casale, L'Aquila, Livorno, Marzotto, Pisa, Seregno, Spezia, Udinese
- 18 times: Foggia, Pro Vercelli, Reggiana
- 17 times: Alessandria, Barletta, Entella, Marsala, Potenza
- 16 times: Juve Stabia, Messina, Monza, Pavia, Torres, Varese, Venezia, Vigevano
- 15 times: Brindisi, Catanzaro, Monfalcone, Perugia, Pontedera
- 14 times: Avellino, Benevento, Padova, Savoia
- 13 times: Bolzano, Cesena, Como, Gallaratese,  Massese, Matera, Rapallo, SPAL
- 12 times: Akragas, Crema, Jesi, Fano, Olbia, Pordenone, Pro Gorizia, Sestrese, Solbiatese, Trento, Triestina, Vis Pesaro
- 11 times: Asti, Carbosarda, Catania, Derthona, Fanfulla, Teramo, Ternana
- 10 times: Acireale, Carpi, Montevarchi, Omegna, Signa,
- 9 times: Baracca Lugo, Cagliari, Molfetta, Ponziana,  Rovigo, Trani, Vastese, Viareggio
- 8 times: Bisceglie, Civitavecchia, Falck, Forlimpopoli, Giulianova, Grion Pola, Ilva Bagnolese, Piombino, Sangiovannese, Sorrento
- 7 times: Acqui, Audace, Bari, Clodia Sottomarina, Cuneo, Fiumana, Gubbio, Imolese, Imperia, Ivrea, Nocerina, Novara, Saronno, Turris, Verbania
- 6 times: Ampelea, Bassano Virtus, Belluno, Caratese, Latina, MATER, Modena, Paganese, Pontedecimo, Ponte San Pietro, Rivarolese, Rovereto, Tevere Roma, Vittorio Veneto, Vicenza, Viterbese
- 5 times: Andrea Doria, Cantù, Foligno, Frosinone, Juventus Domo, Palazzolo, Pinerolo, Pro Lissone, Redaelli Rogoredo, Riccione, Rosignano Solvay, San Donà, Schio, Trevigliese, Vado
- 4 times: Alba Roma, AlbinoLeffe, Alfa Romeo, Battipagliese, Cavese, Cecina, Città di Castello, Colleferro, Edera Trieste, FeralpiSalò, Fermana, Fossanese, Fucecchio, Giana Erminio, Pro Piacenza, Internapoli, Manfredonia, Martina Franca, Massiminiana, Monsummanese, Nardò, Nissa, Orbetello, Pirelli, Renate, Sant'Angelo, Santarcangelo, Saviglianese, SIAI Marchetti, Südtirol, Suzzara, Toma Maglie
- 3 times: Albenga, Aosta, Armando Casalini, Arsenale Venezia, Campobasso, Cerignola, Cirio, Civitanovese, Fidelis Andria, Forte dei Marmi, Gerli, Igea Virtus, Juventus Siderno, Libertas Trieste, Lumezzane, Lupa Roma, Meda, Melfi, Molinella, Monopoli, Mortara, Palmese, Parabiago, Pieris, Rieti, Scafatese, SIME Popoli, Tuttocuoio, Villasanta, Vogherese
- 2 times: Agrigento, Ala Littoria, Albese, Amatori Bologna, Breda, Bondenese, Cinzano, Codogno, Dipendenti Municipali La Spezia, Enna, FEDIT, Fondi, Galliate, Ischia Isolaverde, Lanciano, Luino, Magenta, Novese, Panigale, Pergocrema, Pietro Resta, Pro Italia, Racing Roma, Rizzoli, Sora, Sparta Novara, Tivoli, Varazze, Verona, Virtus Francavilla, VV.FF. Palermo, VV.FF. Roma
- 1 time: 94º Reparto Reggimento Distrettuale, Abbiategrasso, Alcamo, Andreanelli, Ardens, A.R.S.A., Arzachena, Aullese, Aversa Normanna, Avio Calcio, Avio Squadra, Aviosicula Palermo, Brescia, Budrio, Cantiere Tosi, Caproni, Centese, Centrale del Latte di Genova, Chinotto Neri, Cittadella, Corniglianese, Cossatese, Cynthia, FIAT Torino, Fortitudo Trieste, Gavinovese, Gavorrano, Genoa, Giovinezza, Guastalla, Ilva Savona, Isotta Fraschini, Juve Pomigliano, Juventina Palermo, Lanciotto, Legnago, Luparense, Magazzini Generali, Marzotto Manerbio, Melzo, Mirandolese, Mogliano, Montebelluna, Palermo-Juventina, Pellizzari Arzignano, Pro Enna, Pro San Giorgio, Pro Sesto, Ragusa, Real Vicenza, R.S.T. Littorio, San Marino, Sebinia, Sestri Levante, Settimese, Sicula Leonzio, Tenente Mario Passamonte, Torviscosa, Ventimigliese, Vigor Lamezia, Villafranca, Vincenzo Benini, Virtus Spoleto, Vis Nova, Vittorio Necchi, Vibonese

## Vô địch
Đối với đội vô địch Serie C1 và Lega Pro Prima Divisione,  xem tại Lega Pro Prima Divisione và đối với đội vô địch Serie C2 và Lega Pro Seconda Divisione, xem tại Lega Pro Seconda Divisione giữa 1978-79 và 2013-14
| Serie C - 1935–36 – Venezia, Cremonese, Spezia, Catanzaro - 1936–37 – Padova, Vigevano, Sanremese, Anconitana, Taranto - 1937–38 – SPAL, Fanfulla Lodi, Casale, Siena, Salernitana - 1938–39 – Brescia, Catania - 1939–40 – Reggiana, Vicenza, Maceratese - 1940–41 – Prato, Fiumana - 1941–42 – Cremonese, Juventina Palermo - 1942–43 – Varese, Pro Gorizia - 1943–45 – postponed due to World War II - 1945–46 – Mestrina, Prato, Perugia, Alba Ala Roma, Benevento, Lecce, Leone Palermo - 1946–47 – Magenta, Vita Nova P.S. Pietro, Bolzano, Centese, Nocerina - 1947–48 – competed amongst 18 regional leagues, no promotion to Serie B, no overall champions - 1948–49 – Fanfulla Lodi, Udinese, Prato, Avellino - 1949–50 – Seregno, Treviso, Anconitana, Messina - 1950–51 – Monza, Marzotto Valdagno, Piombino, Juve Stabia - 1951–52 – Cagliari - 1952–53 – Pavia - 1953–54 – Parma - 1954–55 – Bari - 1955–56 – Venezia - 1956–57 – Prato - 1957–58 – Reggiana - 1958–59 – OZO Mantova, Catanzaro - 1959–60 – Pro Patria, Prato, Foggia | - 1960–61 – Modena, Lucchese, Cosenza - 1961–62 – Triestina, Cagliari, Foggia - 1962–63 – Varese, Prato, Potenza - 1963–64 – Reggiana, Livorno, Trani - 1964–65 – Novara, Pisa, Reggina - 1965–66 – Savona, Arezzo, Salernitana - 1966–67 – Monza, Perugia, Bari - 1967–68 – Como, Cesena, Ternana - 1968–69 – Piacenza, Arezzo, Casertana - 1969–70 – Novara, Massese, Casertana - 1970–71 – Reggiana, Genoa, Sorrento - 1971–72 – Lecco, Ascoli, Brindisi - 1972–73 – Parma, SPAL, Avellino - 1973–74 – Alessandria, Sambenedettese, Pescara - 1974–75 – Piacenza, Modena, Catania - 1975–76 – Monza, Rimini, Lecce - 1976–77 – Cremonese, Pistoiese, Bari - 1977–78 – Udinese, SPAL, Nocerina Lega Pro - 2014–15 – Novara, Teramo stripped of title due to match fixing, awarded to Ascoli, Salernitana - 2015–16 – Cittadella, SPAL, Benevento - 2016–17 – Cremonese, Venezia, Foggia Serie C - 2017–18 – Livorno, Padova, Lecce |  |